# شمن
شمن هي مدينة تقع في بلوشستان،باكستان على الحدود مع أفغانستان.